# HMCS Athabaskan (R79)
«Атабаскан» (R79) (англ. HMCS Athabaskan (G07) — військовий корабель, ескадрений міноносець типу «Трайбл» Королівського військово-морського флоту Канади післявоєнних років.
Ескадрений міноносець «Атабаскан» був замовлений у квітні 1942 року. Закладка корабля відбулася 15 травня 1944 року на верфі компанії Halifax Shipyard у Галіфаксі. 4 травня 1945 року він був спущений на воду, а 12 січня 1947 року увійшов до складу Королівських ВМС Канади.

## Історія
4 лютого 1948 року «Атабаскан» перейшов до західного узбережжя Канади, де був навчальним кораблем з базуванням на ВМБ Ескуаймолт у Британській Колумбії. У жовтні 1948 року разом з крейсером «Онтаріо», есмінцями «Кайюга», «Кресент» і фрегатом «Антігоніш» вирушили до Перл-Гарбора на проведення масштабних навчань.
Есмінець увійшов разом з іншими канадськими бойовими кораблями діяв у Корейській війні. Загалом «Атабаскан» тричі брав участь у підтримці сил ООН у війні проти північно-корейської агресії. 25 жовтня 1954 року перекваліфікований на ескортний міноносець. Після Корейської війни переведений у розряд навчальних кораблів і діяв на західному узбережжі Канади.